# يوجين بي. شيرمان
يوجين بي. شيرمان (بالإنجليزية: Eugene B. Sherman)‏ هو سياسي أمريكي، ولد في 25 ديسمبر 1871 في كلاركسفيل في الولايات المتحدة، وتوفي في 22 مايو 1963 في مقاطعة ألاميدا في الولايات المتحدة.